# Oliver Moore
Oliver Moore (né le 22 janvier 2005 à Mounds View, dans l'État du Minnesota aux États-Unis) est un joueur américain de hockey sur glace. Il évolue à la position d'attaquant.

## Biographie

### Carrière junior
Oliver rejoint le Programme nationale de développement américain en 2021. Lors de sa première saison, il inscrit un total de 72 en 96 matchs, toutes ligues confondues. Durant la deuxième saison, il réalise 100 points en 84  rencontres.
En prévision du repêchage de 2023, la centrale de recrutement de la LNH le classe au 8e rang des espoirs nord-américain chez les patineurs. Il est sélectionné en 19e position par les Blackhawks de Chicago.

### En équipe nationale
Oliver représente sa nation lors du Championnat du monde moins de 18 ans en 2023. Il s'impose en finale face à la Suède, remportant la médaille d'or.

## Statistiques

### En club
| Saison    | Équipe         | Ligue |    | Saison régulière | Saison régulière | Saison régulière | Saison régulière | Saison régulière |   | Séries éliminatoires | Séries éliminatoires | Séries éliminatoires | Séries éliminatoires | Séries éliminatoires |
| Saison    | Équipe         | Ligue | PJ | B                | A                | Pts              | Pun              | PJ               | B | A                    | Pts                  | Pun                  |                      |                      |
| 2021-2022 | USNTDP Juniors | USHL  | 32 | 12               | 14               | 26               | 2                | -                | - | -                    | -                    | -                    |                      |                      |
| 2021-2022 | USNTDP U17     | USDP  | 43 | 24               | 15               | 39               | 6                | -                | - | -                    | -                    | -                    |                      |                      |
| 2021-2022 | USNTDP U18     | USDP  | 11 | 2                | 5                | 7                | 0                | -                | - | -                    | -                    | -                    |                      |                      |
| 2022-2023 | USNTDP Juniors | USHL  | 23 | 8                | 17               | 25               | 12               | -                | - | -                    | -                    | -                    |                      |                      |
| 2022-2023 | USNTDP U18     | USDP  | 61 | 31               | 44               | 75               | 26               | -                | - | -                    | -                    | -                    |                      |                      |

### En équipe nationale
| Année | Équipe         | Compétition                          |   | PJ | B | A | Pts | Pun           |  | Résultat |
| 2023  | États-Unis U18 | Championnat du monde moins de 18 ans | 7 | 4  | 5 | 9 | 0   | Médaille d'or |  |          |

## Trophées et honneurs personnels

### Championnat du monde des moins de 18 ans
- Médaille d'or en 2023